# Waldemar Schauman

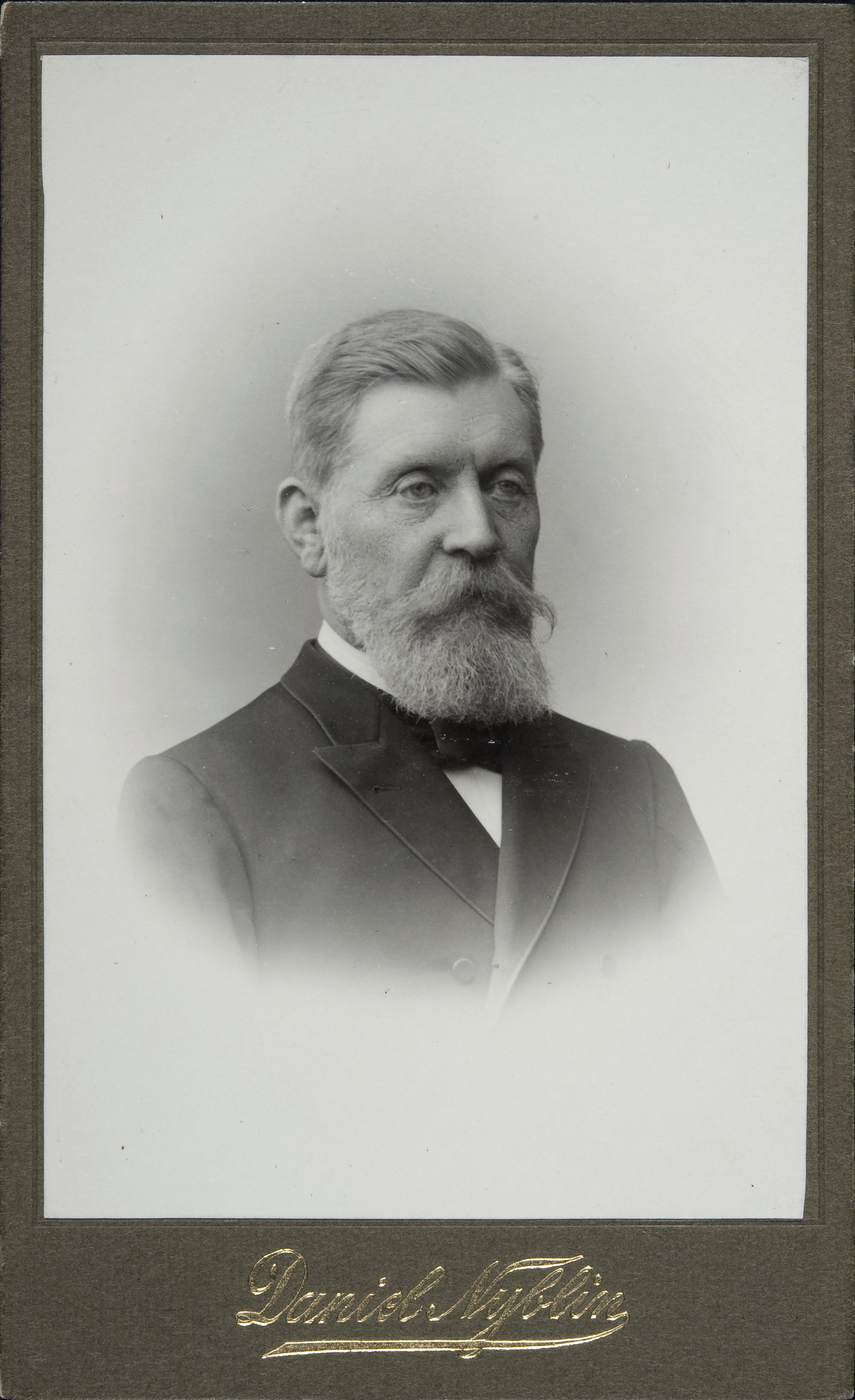
Waldemar Schauman år 1900. (Fotografi av Daniel Nyblin.)

Fredrik Waldemar Schauman, född den 10 augusti 1844 i Helsingfors, död där den 16 september 1911, var en finländsk militär. Han tillhörde ätten Schauman, var kusins son till Frans Ludvig, Berndt Otto och August Schauman samt var i äktenskapet med Elin, född Schauman, far till Eugen och Sigrid Schauman.   
Schauman blev efter avslutad kurs vid Finska kadettkåren 1862 löjtnant vid 7:e skarpskyttebataljonen, genomgick generalstabsakademien i Sankt Petersburg 1868, blev 1875 överste i generalstaben, 1878 stabschef vid 7:e infanteridivisionen, 1885 föredragande av finska militärens ärenden hos krigsministern, 1886 generalmajor, 1888 chef för generalguvernörens stab för finska militären och därjämte, 1889, ordförande vid överkrigsdomstolen i Finland samt 1896 generallöjtnant. 
Schauman utnämndes 1894 till guvernör i Vasa län och 1898 till senator och chef för militieexpeditionen i senaten. I så kallade blandade kommittéer för behandling av de finska militära frågorna hävdade han Finlands rätt. Till följd av generalguvernören Bobrikovs inflytande erhöll Schauman plötsligt 1899 avsked från militärtjänsten, men kvarstod med geheimeråds rang i senaten till 1900, då han i samband med ryska språkmanifestets utfärdande anhöll om sitt entledigande. 
Hans son Eugens attentat 1904 mot Bobrikov föranledde en husundersökning, varefter han några månader hölls häktad i Peter-Pauls-fästningen i Sankt Petersburg. Han frigavs därifrån, men anklagades för högförräderi i Åbo hovrätt och hölls häktad i finskt fängelse, tills han 1905 frikändes av hovrätten.
Waldemar Schaumans dotter var målaren Sigrid Schauman. Hans son från sitt andra äktenskap med Charlotte Ramsay, överste Carl-Gustaf Schauman (f. 1892), tjänstgjorde som artilleribefälhavare för II armékåren under Vinterkriget. Han var med om en bilolycka i februari 1940 och avled av sina skador i maj samma år.